# Lufimi
Lufimi är ett vattendrag i Kongo-Kinshasa, ett biflöde till Mai Ndombe. Det rinner genom den västra delen av landet, 90 km nordost om centrala Kinshasa. Lufimi rinner upp i provinsen Kwango och rinner därefter norrut – längs gränsen mellan Kwango å ena sidan och Kongo-Central respektive Kinshasa å den andra, genom Kinshasas lantliga östra delar, slutligen längs gränsen mellan Kinshasa och Mai-Ndombe.